# Taqueté
Taqueté är en dubbelsidig vävbindning. Ibland kallas en omönstrad taqueté för inslagsförstärkt tuskaft. Taqueté har en varp som både binder inslaget och styr mönstret, samt minst två kompletterande inslag. Det ena inslaget lägger sig på framsidan och det andra på baksidan. Bindningen kan till exempel partisolvas och på så vis bilda mönster. Grundbindningen är alltid tuskaft. Tekniken används ganska ofta till rutiga mattor.